# Sint Adriaanskerk (Dreischor)

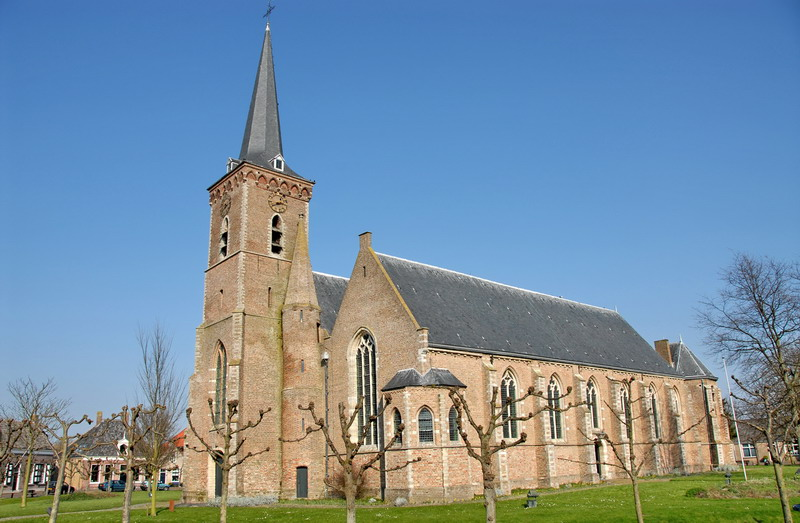
Sint-Adriaanskerk zu Dreischor

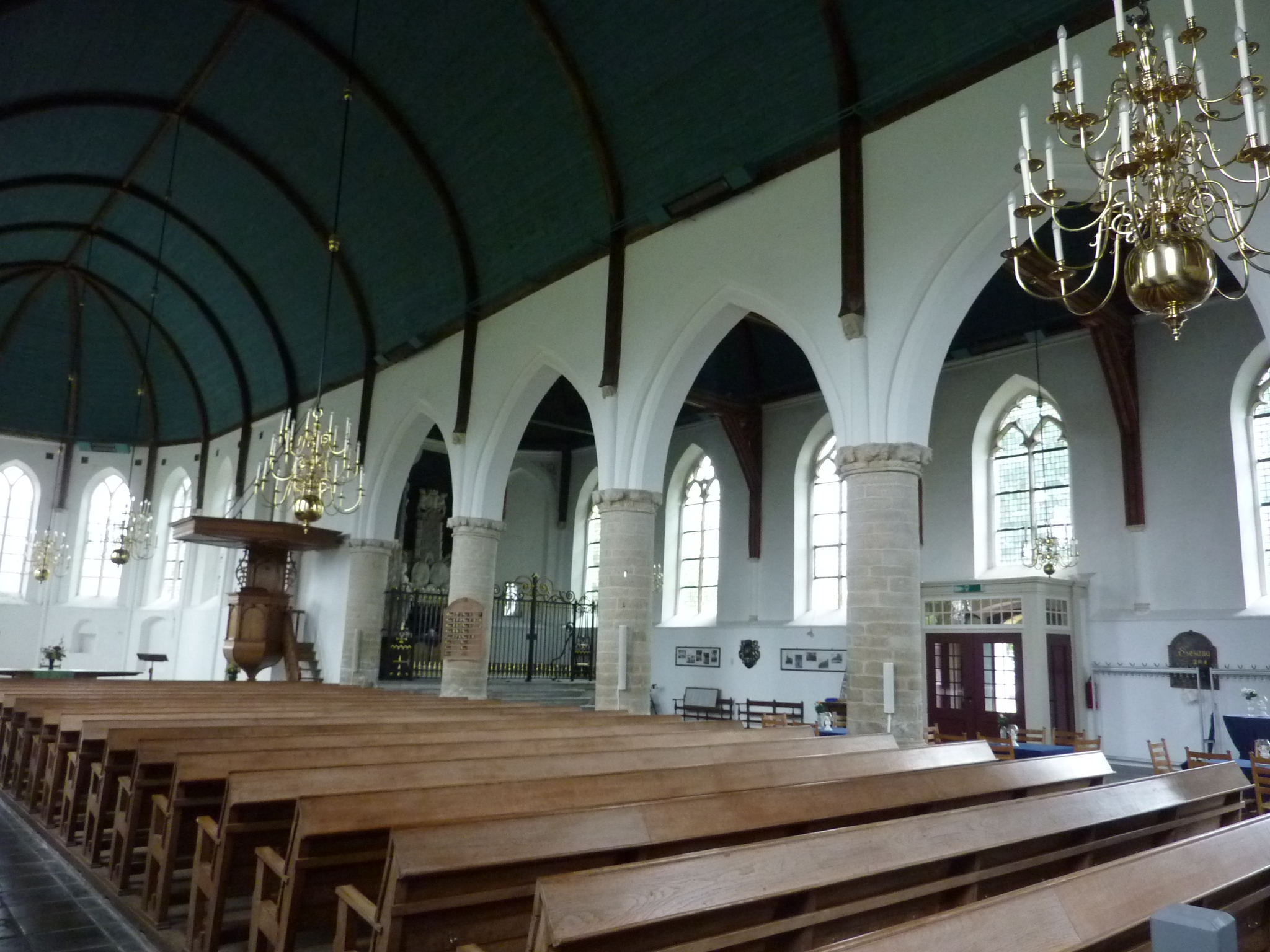
Inneres

Die Sint Adriaanskerk ist die evangelische Pfarrkirche von Dreischor, einem Ortsteil der Gemeinde Schouwen-Duiveland in der niederländischen Provinz Zeeland. Die Kirche gehört einer reformierten Gemeinde innerhalb der Protestantischen Kirche in den Niederlanden und ist Rijksmonument unter der Nummer 11162.

## Geschichte
Der fünfseitig geschlossene Chor der bis zur Einführung der Reformation dem heiligen Adrian von Nikomedien geweihten Kirche entstand zum Ende des 14. Jahrhunderts. Im Verlauf des 15. Jahrhunderts entstanden der Turm, das Langhaus und das südliche Seitenschiff. Das Seitenschiff schließt dreiseitig, in der südwestlichen Ecke befindet sich eine gewölbte Taufkapelle. Um 1550 entstand im Winkel von Seitenschiff und Chor eine Sakristei, deren ungewöhnliche Bauform im Süden einen dreiseitigen Schluss aufweist. Im Norden wurde dem Hauptschiff eine Seitenkapelle hinzugefügt. Außerdem findet sich hier eine moderne Sakristei.